# Shashu

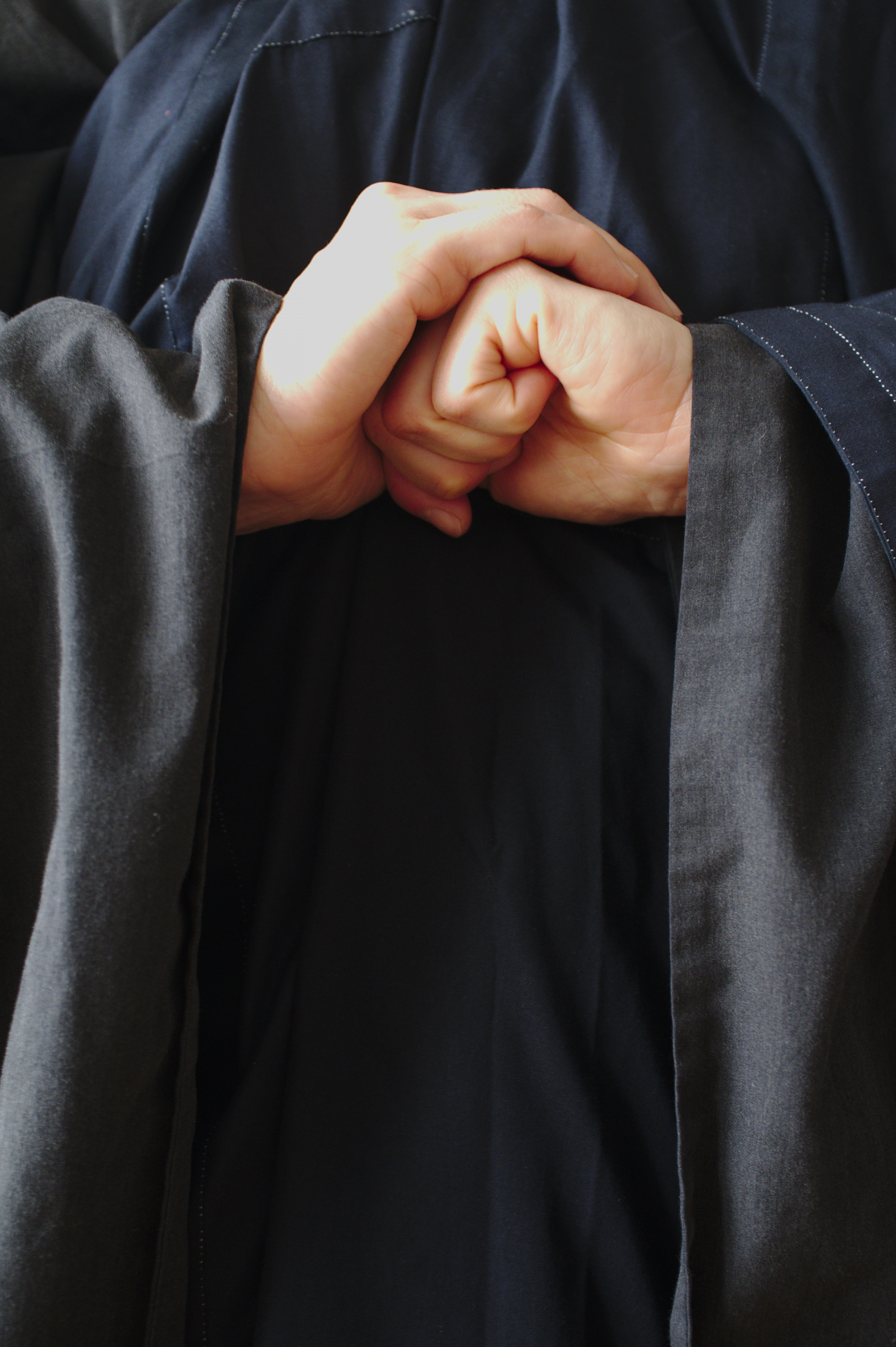
Shashu Handhaltung

Shashu bezeichnet im Zen eine spezifische Handhaltung, die vor allem beim Gehen im Dojo eingenommen wird, beispielsweise während der Gehmeditation (Kinhin). Dabei wird mit der linken Hand eine Faust gebildet, in der der linke Daumen eingeschlossen ist. Diese Faust wird anschließend mit der rechten Hand umschlossen und vor dem Brustbein oder dem Solarplexus gehalten. Die Unterarme befinden sich in einer waagrechten Position und sind parallel zum Boden ausgerichtet. Die Hände sind nah am Körper positioniert. Die Shashu-Handhaltung wird häufig als Standardhaltung beim Betreten, Verlassen oder Gehen im Meditationsraum verwendet.
Shashu ist eine meditative und konzentrierte Körperhaltung, die in der japanischen Zen-Meditation praktiziert wird. Sie symbolisiert Achtsamkeit, Würde, Präsenz und eine ruhige Ausstrahlung, sowohl beim Gehen als auch beim Stehen.
Shashu ist eine spezielle Form der Zen-Handhaltung, die sich von anderen Varianten wie Gassho (beide Handflächen zusammen) und der Dhyana-Mudra (beide Hände ruhen ineinander im Schoß, Daumenspitzen berühren sich leicht und bilden ein Oval) unterscheidet. Diese Haltung symbolisiert geistige Sammlung, Harmonie und die Verbindung der drei buddhistischen Juwelen (Buddha, Dharma, Sangha).